# Kabasalan
Kabasalan (Bayan ng Kabasalan) är en kommun i Filippinerna. Kommunen ligger på ön Mindanao, och tillhör provinsen Zamboanga Sibugay. Folkmängden uppgår till 37 619 invånare.

## Barangayer
Kabasalan är indelat i 29 barangayer.
| - Banker - Bolo Battalion - Buayan - Cainglet - Calapan - Francisco L. Peña, Sr. - Concepcion (Balungis) - Diampak - Dipala - Gacbusan - Goodyear - Lacnapan - Little Baguio - Lumbayao - Nazareth | - Palinta - Peñaranda - Poblacion - Riverside - Sanghanan - Santa Cruz - Sayao - Shiolan - Simbol - Sininan - Tamin - Tampilisan - Tigbangagan - Timuay Danda (Mangahas) |